# 小峰隆夫
小峰 隆夫（こみね たかお、1947年〈昭和22年〉3月6日 - ）は、日本のエコノミスト、経済企画庁官僚。経済企画庁調査局長、国土交通省国土計画局長などを歴任した。 大正大学地域創生学部地域創生学科任期制教授、法政大学名誉教授。

## 来歴
埼玉県出身。埼玉県立浦和高等学校出身。東京大学経済学部卒業後、経済企画庁に入庁。総合計画局担当審議官、経済企画庁経済研究所長を経て、1998年（平成10年）物価局長、1999年（平成11年）調査局長。2001年（平成13年）国土交通省国土計画局長に転じ、2002年（平成14年）に退官。
退官後は法政大学教授や大正大学教授。2017年4月、瑞宝中綬章を受章。2020年『平成の経済』で読売・吉野作造賞受賞。

## 略歴
- 1968年（昭和43年） 国家公務員採用上級甲種試験（経済）合格
- 1969年（昭和44年） 東京大学経済学部卒業
- 1969年（昭和44年） 経済企画庁入庁、調査局内国調査課[2]
- 環境庁出向
- 1974年（昭和49年）経済企画庁長官官房企画課[3]
- 1976年（昭和51年）2月 アメリカ商務省研修
- 1976年（昭和51年）8月 経済企画庁経済研究所研究官[3]
- 1978年（昭和53年）3月 調査局内国調査課長補佐
- 1981年（昭和56年）6月 総合計画局計画課長補佐[3]
- 1983年（昭和58年）11月 経済企画庁長官秘書官
- 1984年（昭和59年）11月1日 経済企画庁調整局調整課市場開放問題苦情処理対策官兼調整局国際経済第一課付
- 1985年（昭和60年）8月16日 公正取引委員会事務局経済部調査課長
- 1987年（昭和62年）8月 日本経済研究センター主任研究員[2]
- 1989年（平成元年）7月1日 経済企画庁調整局国際経済第一課長
- 1991年（平成3年）6月14日 内閣官房内閣外政審議室内閣審議官併任内閣総理大臣官房参事官
- 1993年（平成5年）1月10日 経済企画庁長官官房付
- 1993年（平成5年）1月14日 経済企画庁調査局内国調査第一課長
- 1994年（平成6年）8月22日 経済企画庁長官官房付
- 1994年（平成6年）9月27日 国土庁長官官房審議官（地方振興局担当）
- 1996年（平成8年）6月21日 経済企画庁長官官房審議官（総合計画局担当）
- 1997年（平成9年）7月1日 経済企画庁経済研究所長
- 1998年（平成10年）6月23日 経済企画庁物価局長
- 1999年（平成11年）7月21日 経済企画庁調査局長
- 2001年（平成13年） 国土交通省国土計画局長
- 2002年（平成14年）7月16日 内閣府大臣官房、辞職
- 2003年（平成15年） 法政大学社会学部教授
- 2017年（平成29年） 大正大学地域創生学部地域創生学科任期制教授、法政大学名誉教授
- 2023年（令和5年）　大正大学客員教授（地域構想研究所）[4]

## 主張
日経ビジネスオンライン「「ひどいスタートを切った」復興への第一歩　ODAの削減は許されるのか」に於いて「そんな中で日本が援助予算を復興のために削ってしまうのは、私から見れば信じがたい政策である。」「震災のためと言えば、援助額を減らされても途上国は批判しにくいだろう。しかしそれは確実に日本の友人を減らすだろう。」「私は、国にも矜持というものがあるのだと思う。そして私は、日本がこれまで教育と人を重視するという意味で、将来世代を大切にする国であり、自らが自力で先進国への仲間入りを果たした経験を持つ立場から、これからキャッチアップを始めようとする国を支援する意思が強い国であると信じ、それが日本の矜持なのだと考えてきた。震災という悲劇の中で、その矜持がなし崩し的に消えて行くのを見るのは、私にとってもう一つの大きな悲劇である。」と主張している。

## 著書
- 『日本経済適応力の探究 石油ショックと景気循環』東洋経済新報社, 1980
- 『石油と日本経済 その変動と危機克服のメカニズム』東洋経済新報社, 1982
- 『経済データの読み方 (エコノブックス 日本評論社, 1984
- 『経済摩擦 国際化と日本の選択』日本経済新聞社, 1986
- 『日本経済の構造転換 変化を読む8視点』(講談社現代新書) 1989
- 『日本経済・景気予測入門』(基本ゼミナール)東洋経済新報社, 1992
- 『貿易の知識』(日経文庫)日本経済新聞社, 1993
- 『日本経済・国際経済の常識と誤解』中央経済社, 1997
- 『最新日本経済入門』日本評論社, 1997
- 『最新景気観測入門』日本評論社, 2005
- 『日本経済の新局面』中央公論新社, 2006
- 『日本経済の構造変動 日本型システムはどこに行くのか』岩波書店, 2006
- 『人口負荷社会』(日経プレミアシリーズ 日本経済新聞出版社, 2010
- 『日本経済論の罪と罰』(日経プレミアシリーズ 日本経済新聞出版社, 2013
- 『日本経済に明日はあるのか』日本評論社, 2015
- 『日本経済論講義 ビジネスパーソンの「たしなみ」としての』日経BP社, 2017
- 『平成の経済』日本経済新聞出版社, 2019

### 共編著
- 『株価・地価変動と日本経済 資産インフレの経済学』編著. 東洋経済新報社, 1989
- 『アメリカ経済指標入門 基礎テキスト (金融・証券シリーズ) 編著. 東洋経済新報社, 1990
- 『解説経済白書 最新日本経済入門 平成5-6年版』編. 東洋経済新報社, 1993-94
- 『日本経済キーワード 1994年版』編. 経済調査会, 1994
- 『日本経済の基本』編(日経文庫. ビジュアル) 日本経済新聞社, 1994
- 『日本経済再生の視点 経済政策形成の現場から』原田泰,宮崎勇共編. 岩波書店, 2001
- 『人口減少と総合国力 人的資源立国をめざして (NIRAチャレンジ・ブックス) 小林陽太郎共編. 日本経済評論社, 2004
- 『超長期予測老いるアジア 変貌する世界人口・経済地図』日本経済研究センター共編. 日本経済新聞出版社, 2007
- 『人口減少社会の人づくり 「人の総合力」向上を目指して (NIRAチャレンジ・ブックス) 総合研究開発機構共編. 日本経済評論社, 2007
- 『人口減・少子化社会の未来 雇用と生活の質を高める』連合総合生活開発研究所共編. 明石書店, 2007
- 『経済用語辞典 第4版』編. 東洋経済新報社, 2007
- 『女性が変える日本経済』日本経済研究センター共編. 日本経済新聞出版社, 2008
- 『データで斬る世界不況 エコノミストが挑む30問』岡田恵子,桑原進,澤井景子, 鈴木晋,村田啓子共著. 日経BP社, 2009
- 『地域医療をめぐる諸問題 研究会を終えて NIRA座談会』長谷川敏彦,山本清, 伊藤元重共 [述]. 総合研究開発機構, 2010
- 『政権交代の経済学』編著. 日経BP社, 2010
- 『日本経済の記録 第2次石油危機への対応からバブル崩壊まで(1970年代～1996年) (バブル/デフレ期の日本経済と経済政策 歴史編 1) 内閣府経済社会総合研究所企画・監修, 小峰編. 内閣府経済社会総合研究所, 2011
- 『日本経済の記録 金融危機、デフレと回復過程(1997年～2006年) (バブル/デフレ期の日本経済と経済政策 歴史編 2) 内閣府経済社会総合研究所 企画・監修, 小峰編. 内閣府経済社会総合研究所, 2011
- 『最新|日本経済入門 第4版』村田啓子共著. 日本評論社, 2012
- 『貿易の知識 第3版』 (日経文庫 村田啓子共著. 日本経済新聞出版社, 2012
- 『エコノミストの戦後史 日本経済50年の歩みを振り返る』岡崎哲二,寺西重郎,松島茂,中村尚史,中林真幸,日本経済研究センター50年史編纂委員会共編. 日本経済新聞出版社, 2013
- 『実効性のある少子化対策のあり方 日本の世界史的な役割』21世紀政策研究所共編. 経団連出版, 2015